# Mesarfelta
Mesarfelta est une ville romano-berbère de la province de Numidie. Elle fut également le siège d’un évêché, aujourd’hui répertorié parmi les sièges titulaires de l’Église catholique.

## Histoire
On pense que l’ancienne ville de Mesarfelta correspond aux ruines actuelles d’El Outaya, ou à celles de Tolga, Henchir-El-Ksar, voire à Qastilya, en Algérie, selon l’article Three North-African Topographical Notes (Islamic-Roman).
La ville aurait été fondée comme une forteresse par les Romains (avec un vicus annexé), dans la seconde moitié du Ier siècle, près des monts Aurès. Elle possédait un amphithéâtre à l’époque de l’empereur Hadrien.
Une ligne défensive appelée Fossatum Africae, marquant la frontière entre les territoires de l’empire romain et les terres extérieures, traversait Mesarfelta.
La ville disparut après la conquête musulmane du Maghreb dans la seconde moitié du VIIe siècle.

## Diocèse
La ville de Mesarfelta est le siège d’un ancien évêché. Deux évêques de Mesarfelta sont historiquement attestés, tous deux présents au concile de Carthage (411), « Lucianus » (catholique) et « Bennatus » (donatiste).
Les évêques titulaires de Mesarfelta :
- William Edward McManus (en) (1967–1976)
- Louis-Albert Vachon (1977–1981)
- Basile Tapsoba (1981–1984)
- Pierre Morissette (1987–1990)
- Michael Angelo Saltarelli (en)[7] (1990–1995)
- Antonio Menegazzo (en), M.C.C.I. (1995–2019)